# Liste der Biografien/Herp
Liste der Biografien |
Portal Biografien |
Personensuche
# |
A |
B |
C |
D |
E |
F |
G |
H |
I |
J |
K |
L |
M |
N |
O |
P |
Q |
R |
S |
T |
U |
V |
W |
X |
Y |
Z |
?
 
Ha |
Hd |
He |
Hi |
Hj |
Hk |
Hl |
Hm |
Hn |
Ho |
Hr |
Hs |
Ht |
Hu |
Hv |
Hw |
Hy
 
Hea |
Heb |
Hec |
Hed |
Hee |
Hef |
Heg |
Heh |
Hei |
Hej |
Hek |
Hel |
Hem |
Hen |
Heo |
Hep |
Heq |
Her |
Hes |
Het |
Heu |
Hev |
Hew |
Hex |
Hey |
Hez
 
Hera |
Herb |
Herc |
Herd |
Here |
Herf |
Herg |
Herh |
Heri |
Herj |
Herk |
Herl |
Herm |
Hern |
Hero |
Herp |
Herq |
Herr |
Hers |
Hert |
Heru |
Herv |
Herw |
Herx |
Hery |
Herz
Die Liste der Biografien führt alle Personen auf, die in der deutschsprachigen Wikipedia einen Artikel haben. Dieses ist eine Teilliste mit 23 Einträgen von Personen, deren Namen mit den Buchstaben „Herp“ beginnt.

## Herp
- Herp, Hendrik, flämischer Theologe und Prediger

### Herpa
- Herpassa, Berhane (* 1983), äthiopische Mittelstreckenläuferin

### Herpe
- Herpel, Ludwig (1887–1934), deutscher Wirtschaftswissenschaftler
- Herpell, Heinrich (1861–1929), Bürgermeister und Abgeordneter
- Herpen, Iris van (* 1984), niederländische ModedesignerinIris van Herpen (* 1984)
- Herper, Horst (* 1936), deutscher Boxer

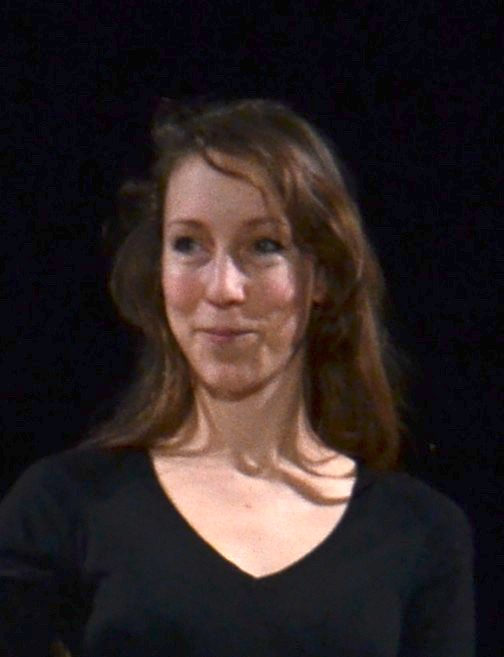
Iris van Herpen (* 1984)

- Herperger, Chris (* 1974), kanadischer Eishockeyspieler
- Herpertz, Anne (* 1998), deutsche Politikerin (Piratenpartei)
- Herpertz, Sabine (* 1960), deutsche Psychiaterin
- Herpertz, Ulrich (* 1942), deutscher Arzt
- Herpertz-Dahlmann, Beate, Direktorin der Klinik für Psychiatrie, Psychosomatik und Psychotherapie des Kindes- und Jugendalters der RWTH Aachen

### Herpf
- Herpfer, Carl (1836–1897), deutscher Genremaler

### Herpi
- Herpich, Hanns (1934–2022), deutscher Künstler
- Herpich, Sabine (* 1973), deutsche Filmregisseurin, Filmeditorin und Kinoleiterin
- Herpichböhm, Tilman (* 1984), deutscher Jazzmusiker (Schlagzeug, Komposition)
- Herpin, Léon (1841–1880), französischer Maler
- Herpin, Luce († 1914), schweizerisch-französische Historikerin und Schriftstellerin

### Herpo
- Herpoel, Frédéric (* 1974), belgischer Fußballtorwart und Fußballtrainer
- Herpol, Homer († 1573), franko-flämischer Komponist und Kapellmeister der Renaissance
- Herport, Albrecht (1641–1730), Schweizer Maler und Ostindien-Reisender
- Herport, Anton (1646–1688), Schweizer reformierter Geistlicher
- Herport, Beat (* 1629), Schweizer Glaser und Glasmaler
- Herport, Niklaus, Schweizer Maler, Glasmaler und Glaser